# Protobothrops jerdonii
Protobothrops jerdonii is een soort slang uit de familie van de adders (Viperidae) en de onderfamilie groefkopadders (Crotalinae).

## Naam en indeling
De wetenschappelijke naam van de soort werd voor het eerst voorgesteld door Albert Günther in 1875. Oorspronkelijk werd de wetenschappelijke naam Trimeresurus jerdonii gebruikt.

## Uiterlijke kenmerken
De slang bereikt een lichaamslengte tot ongeveer 100 centimeter, exemplaren van de ondersoort Protobothrops jerdonii bourreti worden tot 110 cm lang. De langwerpige kop is duidelijk te onderscheiden van het lichaam door de aanwezigheid van een duidelijke insnoering. De slang heeft 21 of 23 rijen schubben in de lengte op het midden van het lichaam en 198 tot 222 schubben aan de buikzijde. Onder de staart zijn 76 tot 100 staartschubben aanwezig. De lichaamskleur is overwegend groen met bruine, donker omzoomde vlekken aan de bovenzijde. Op de kop zijn zwarte vlekken aanwezig die tezamen een V-vorm hebben.

## Levenswijze
De vrouwtjes zetten eieren af en zijn niet eierlevendbarend zoals de meeste groefkopadders. Bij alle andere soorten uit het geslacht Protobothrops komen worden echter geen eieren afgezet maar komen de jongen levend ter wereld. Volwassen slangen voeden zich vooral met ratten, jonge exemplaren met kikkers.

## Verspreiding en habitat
De adder komt voor in het zuiden van het Aziatisch continent, van het noordoosten van India over Nepal, het noorden van Myanmar, Bhutan en Vietnam tot de provincie Henan in China. In China komt deze soort veel voor. De habitat bestaat uit vochtige tropische en subtropische bergbossen, scrublands en graslanden. Ze leeft in hooggelegen gebieden; Protobothrops jerdonii is aangetroffen op een hoogte van ongeveer 1400 tot 2300 meter boven zeeniveau.

## Beschermingsstatus
Door de internationale natuurbeschermingsorganisatie IUCN is de beschermingsstatus 'veilig' toegewezen (Least Concern of LC).

## Ondersoorten
De soort wordt verdeeld in drie ondersoorten die onderstaand zijn weergegeven, met de auteur en het verspreidingsgebied.
| Naam                               | Auteur        | Verspreidingsgebied                        |
| ---------------------------------- | ------------- | ------------------------------------------ |
| Protobothrops jerdonii jerdonii    | Günther, 1875 | Overige delen van het verspreidingsgebied. |
| Protobothrops jerdonii bourreti    | Klemmer, 1963 | ?                                          |
| Protobothrops jerdonii xanthomelas | Günther, 1889 | China, India                               |